# Śrubita (hala)
Śrubita (słow. Zrubitá) – polana w Beskidzie Żywiecko-Kisuckim w Grupie Wielkiej Raczy w okolicach przełęczy Śrubita, pomiędzy Bugajem a Orłem. Obejmuje teren zarówno po polskiej, jak i słowackiej stronie. Pośrodku polskiej strony znajduje się wzniesienie Śrubity Groń (1032 m). Polska część hali przylega do rezerwatu Śrubita i brak na niej szałasów. Natomiast w dolnych partiach słowackiej części hali było kilka szałasów. Większość z nich zamieniono na domki letniskowe.
28 grudnia 1688 r. na hali został ujęty hetman zbójnicki – Marcin Portasz, zwany Dzigosikiem. Z halą Śrubita wiąże się też legenda o harnasiu zbójnickim, który zbudował zaczarowany, żelazny kotlik o kształcie wilka. Kiedy jednak zabity został przez swojego kolegę ze zbójnickiej kampanii, nikt już tego kotlika nie potrafił otworzyć. W końcu dostał się on miejscowemu karczmarzowi, podczas przenoszenia jednak rozbił się.
Śrubita znajduje się w granicach miejscowości Rycerka Górna w województwie śląskim, w powiecie żywieckim, w gminie Rajcza. W regionalizacji fizycznogeograficznej Polski według Jerzego Kondrackiego Grupa Wielkiej Raczy zaliczana jest do Beskidu Żywieckiego, w nowszej polskiej regionalizacji z 2018 roku do Beskidu Żywiecko-Kisuckiego.
Na hali rośnie m.in. rzadki w Polsce i chroniony prawnie dzwonek piłkowany.

## Szlaki piesze
odcinek: Wielka Racza – przełęcz Śrubita – Przełęcz pod Orłem – przełęcz Przegibek – Bania – Majcherowa – Przełęcz pod Rycerzową

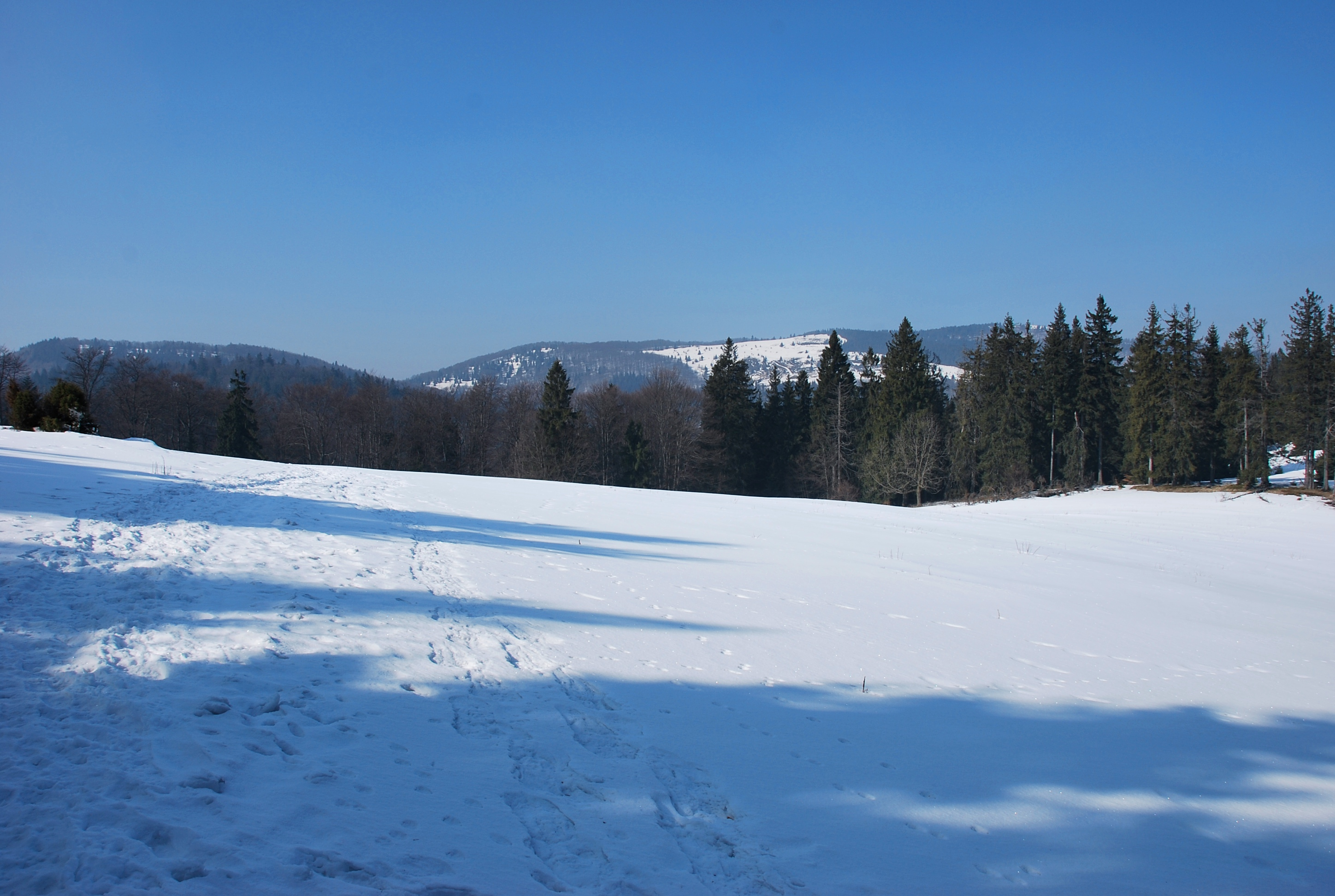
Hala Śrubita